# U-Boot-Klasse IX

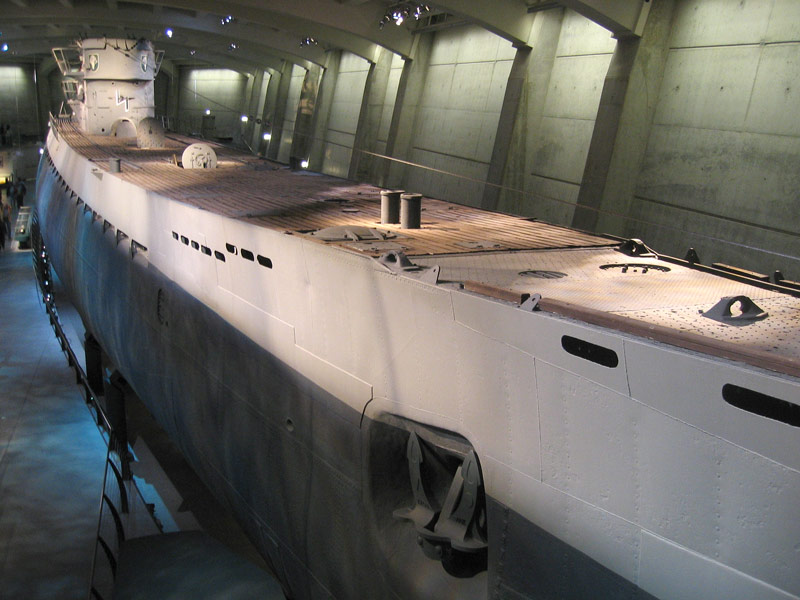
U 505, ein U-Boot vom Typ IX, ausgestellt in Chicago

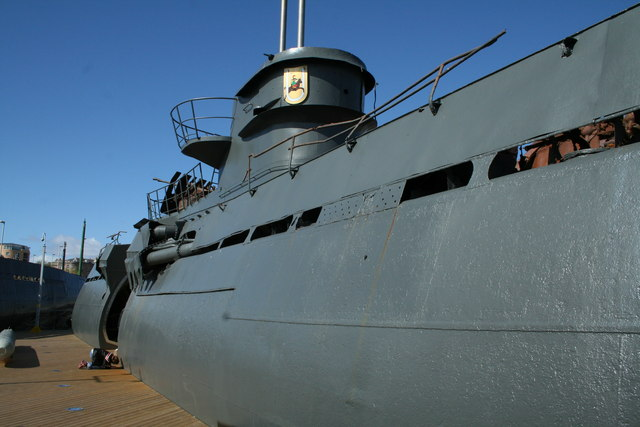
U 534, ebenfalls vom Typ IX, zu sehen in der U-Boat Story Exhibition in Birkenhead

Die U-Boot Klasse IX, offiziell Typ IX genannt, war eine Klasse hochseetauglicher U-Boote der deutschen Kriegsmarine.
Nach der U-Boot-Klasse VII war der Typ IX der am meisten gebaute U-Boot-Typ im Zweiten Weltkrieg.

## Entwicklung
Die Entwicklung begann 1935 (siehe auch Aufrüstung der Marine). Ausgangsbasis war die U-Boot-Klasse I. Die schlechte Steuerbarkeit des Typ-I-Boots wurde beim Typ IX durch ein doppeltes Seitenruder im Schraubenstrom verbessert. Zusätzliche Tauchzellen ("wasserdichtes Heck und Back") verbesserten die Schlechtwetter-Fahreigenschaften. Die ersten Boote wurden 1938 in Dienst gestellt. In den folgenden Jahren wurden fünf verbesserte Versionen dieser Klasse entwickelt und gebaut. Insgesamt waren dies 243 Typ-IX-Boote, die meisten davon wurden auf der Deschimag-Werft AG Weser in Bremen gefertigt. Von den 141 IX-C- und IX-C/40-Booten wurden 65 auf der Deutschen Werft in Hamburg gebaut.

## Unterklassen
Unterklassen

A · B · C · C/40 · D1 · D2 · D/42

### Typ IX (A)
Der Typ IX (A) wurde 1935 entwickelt, bis 1939 wurden acht Boote von der AG Weser gebaut.
- Verdrängung: über Wasser 1.032 Tonnen, getaucht 1.153 Tonnen, Gesamtformverdrängung 1.408 m³
- Länge: gesamt 76,5 m, Druckkörper 58,75 m
- Breite: gesamt 6,51 m, Druckkörper 4,4 m
- Höhe: 9,4 m
- Tiefgang: 4,7 m
- Antrieb: über Wasser: zwei MAN 9-Zylinder-Viertakt-Dieselmotoren M9V40/46 mit je 2200 PS (1620 kW), getaucht: zwei SSW-Elektromotoren mit je 500 PS (370 kW)
- Batterien: 2 × 62 Zellen
- Batteriegewicht: 74,90 t
- Geschwindigkeit: über Wasser 18,2 kn, getaucht 7,7 kn
- Reichweite: über Wasser 10.500 sm bei 10 kn, getaucht 78 sm bei 4 kn
- Torpedorohre: 6 (vier im Bug, zwei im Heck) 53,3 cm Ø
- Torpedos: 22 (oder 66 Minen)
- Geschütze: 1 × 10,5-cm-Utof-L/45, 1 × 3,7-cm-Flak, 1 × 2-cm-Flak[2]
- Tauchtiefe: 150 m (reguläre Tauchtiefe) 200 m (maximale Tauchtiefe)
- Alarmtauchzeit: 35 Sekunden
- Besatzung: 48
  - Offiziere: 4
  - Portepeeunteroffiziere: 6
  - Unteroffiziere: 9
  - Mannschaften: 29
  - ab 1943/1944 bis zu 60 Mann (wegen zusätzlicher Flakbedienungen)
    - Bootsnummern: U 37, U 38, U 39, U 40, U 41, U 42, U 43, U 44

### Typ IX B
Wie Typ IX A, nur geringfügig größer und mit höherer Reichweite. Es wurden von 1937 bis 1940 14 Boote gebaut, ebenfalls von der AG Weser.
Folgende Daten sind anders als bei Version A:
- Verdrängung: über Wasser 1.051 Tonnen, getaucht 1.178 Tonnen, Gesamtformverdrängung 1.430 m³
- Geschwindigkeit: über Wasser 18,2 kn, getaucht 7,3 kn
- Reichweite: über Wasser 12.000 sm bei 10 kn, getaucht 64 sm bei 4 kn
  - Bootsnummern: U 64, U 65, U 103, U 104, U 105, U 106, U 107, U 108, U 109, U 110, U 111, U 122, U 123, U 124

### Typ IX C
Der Typ IX C war eine weitere Verbesserung gegenüber Typ IX B, er erhielt unter anderem größere Treibstoffbunker für zusätzliche 43 Tonnen Diesel.
Von 1939 bis 1942 wurden 54 Boote gebaut: 24 auf der Deutschen Werft in Hamburg, 24 bei der AG Weser in Bremen und 6 auf der Seebeckwerft in Wesermünde.
Änderungen gegenüber Typ IX B:
- Verdrängung: über Wasser 1.120 Tonnen, getaucht 1.232 Tonnen, Gesamtformverdrängung 1.540 m³
- Reichweite: über Wasser 13.450 sm bei 10 kn, getaucht 63 sm bei 4 kn
  - Bootsnummern: U 66, U 67, U 68, U 125, U 126, U 127, U 128, U 129, U 130, U 131, U 153, U 154, U 155, U 156, U 157, U 158, U 159, U 160, U 161, U 162, U 163, U 164, U 165, U 166, U 171, U 172, U 173, U 174, U 175, U 176, U 501, U 502, U 503, U 504, U 505, U 506, U 507, U 508, U 509, U 510, U 511, U 512, U 513, U 514, U 515, U 516, U 517, U 518, U 519, U 520, U 521, U 522, U 523, U 524

### Typ IX C/40
Typ IX C/40 war eine weitere Vergrößerung zugunsten einer erhöhten Reichweite. Außerdem wurde das dritte Periskop, das sich in der Zentrale befunden hatte, entfernt. Von 1940 bis 1944 wurden 87 Boote gebaut, davon 41 auf der Deutsche Werft in Hamburg, 36 bei AG Weser in Bremen und 10 auf der Seebeckwerft in Wesermünde. Ursprünglich wurde eine größere Stückzahl in Auftrag gegeben, jedoch wurden viele Auslieferungen zugunsten des Typ XXI annulliert.
Folgende Daten sind anders als bei Version C:
- Verdrängung: über Wasser 1.144 Tonnen, getaucht 1.257 Tonnen, Gesamtformverdrängung 1.545 m³
- Reichweite: über Wasser 13.850 sm bei 10 kn, getaucht 63 sm bei 4 kn

Aufschlüsselung der Bauwerften nach Bootsnummern:
- gebaut bei Deschimag AG Weser in Bremen: U 183, U 184, U 185, U 186, U 187, U 188, U 189, U 190, U 191, U 192, U 193, U 194, U 841, U 842, U 843, U 844, U 845, U 846, U 853, U 854, U 855, U 856, U 857, U 858, U 865, U 866, U 867, U 868, U 869, U 870, U 877, U 878, U 879, U 880, U 881, U 889, U 890, U 891
- gebaut bei Deschimag AG Weser, Seebeck (Wesermünde): U 167, U 168, U 169, U 170, U 801, U 802, U 803, U 804, U 805, U 806
- gebaut bei Deutsche Werft AG, Hamburg (Finkenwerder): U 525, U 526, U 527, U 528, U 529, U 530, U 531, U 532, U 533, U 534, U 535, U 536, U 537, U 538, U 539, U 540, U 541, U 542, U 543, U 544, U 545, U 546, U 547, U 548, U 549, U 550, U 1221, U 1222, U 1223, U 1224, U 1225, U 1226, U 1227, U 1228, U 1229, U 1230, U 1231, U 1232, U 1233, U 1234, U 1235, U 1236, U 1237, U 1238

### Typ IX D1
Der Typ IX D wurde bereits 1939 entwickelt und war zehn Meter länger und 500 Tonnen schwerer als der Typ IX C/40. Es wurden zwei Boote bei der AG Weser gebaut (U 180 und U 195). Die 20-Zylinder-Maschinen waren sehr anfällig. Beim Typ IX D1 wurden zwischen 1943 und 1944 die Torpedorohre ausgebaut und der freie Platz als Lagerraum genutzt, dadurch konnten 252 Tonnen Fracht transportiert werden und so die Seeblockade durchbrochen werden.
Änderungen gegenüber Typ IX A:
- Verdrängung: über Wasser 1.610 Tonnen, getaucht 1.799 Tonnen, Gesamtformverdrängung 2.150 m³
- Länge: gesamt 87,58 m, Druckkörper 68,5 m
- Breite: gesamt 7,5 m, Druckkörper 4,4 m
- Höhe: 10,20 m
- Tiefgang: 5,35 m
- Antrieb: über Wasser sechs Mercedes-Benz 20-Zylinder-Viertakt-Dieselmotoren mit 9.000 PS, nach dem Umbau zwei Sechszylinder-Viertakt-Dieselmotoren F46 der Germaniawerft mit 3.200 PS, getaucht zwei SSW-Doppelmaschinen GU345/34 mit 1.000 PS
- Geschwindigkeit: über Wasser 15,8–16,5 kn, getaucht 6,9 kn
- Reichweite: über Wasser 12.750 sm bei 10 kn, getaucht 115 sm bei 4 kn
- Torpedorohre: sechs (vier im Bug, zwei im Heck) 53,3 cm
- Torpedos: 24 (oder 72 Minen)
- Besatzung: 55

### Typ IX D2
Mit diesem Typ wurde der Operationsradius der eingesetzten Boote nochmals vergrößert. Durch zwei zusätzliche schwächere Marschantriebe konnten mit dem Typ IX D2 Einsatzreichweiten bis in den Indischen Ozean oder nach Japan erreicht werden. Alle 28 Boote baute ebenfalls AG Weser in Bremen. (U 177 bis U 179, U 181 und U 182, U 196 bis U 200, U 847 bis U 852, U 859 bis U 864 und U 871 bis U 876)
Ein Teil der Boote dieses Typs führten Ein-Mann-Tragschrauber vom Typ Focke-Achgelis Fa 330 Bachstelze mit. Diese konnten in abgelegenen Seegebieten (in denen keine überraschenden Luftangriffe zu erwarten waren) zur Erweiterung des Beobachtungshorizonts eingesetzt werden.
Änderungen gegenüber Typ IX D1:
- Verdrängung: über Wasser 1.616 Tonnen, getaucht 1.804 Tonnen, Gesamtformverdrängung 2.150 m³
- Antrieb: über Wasser zwei MAN-Neunzylinder-Viertakt-Dieselmotoren M 9 V 40/46 mit Aufladung 4.400 PS, zwei MWM-Sechszylinder-Viertakt-Dieselmotoren RS 34 S ohne Aufladung mit 1.000 PS als Marschmotoren, getaucht zwei SSW-Doppelmaschinen GU 345/34 mit 1.000 PS
- Geschwindigkeit: über Wasser 19,2 kn, getaucht 6,9 kn
- Reichweite: über Wasser 31.500 sm bei 10 kn, getaucht 57 sm bei 4 kn

### Typ IX D/42
Es wurde aus der Version IX D2 entwickelt. Lediglich ein Boot (U 883) wurde gebaut und 1945 in Dienst gestellt, am 16. Mai 1945 an der Gazellenbrücke in Wilhelmshaven an die Briten übergeben.
Es gab nur geringe Änderungen gegenüber dem Typ IX D2. Die bei älteren Typ IX nur als nachträglicher Umbau realisierte Schnelltauchback anstelle der außerhalb des Druckkörpers mitgeführten Torpedos war beim IX D/42 serienmäßig vorhanden.

## Funkausstattung
Fast alle Boote dieses Typs waren mit den nachfolgenden Funkgeräten bestückt:
- ein FKW (Fernverkehrs-Kurzwellen-Sendegerät)[4] Telefunken T 200 FK 39; Sendeleistung 200 Watt; 3–23 MHz für tonlose (Modulationsart A1) oder tönende (A2) Telegrafie (morsen) sowie Telefonie (A3).
- Langwellensender 150 W, Telefunken Spez. 2113 S (300–600 kHz)
- ein MW/KW-Überlagerungsempfänger (Superhet) für 1,5–25 MHz Telefunken T8 K44 (E 52 „Köln“)[5]
- ein Geradeausempfänger für 0,3–15 MHz Telefunken E437S („Brotkasten“)[6]
- Superhet-Rundfunkempfänger zur Unterhaltung: Telefunken Ela E1012 (LW, MW, 2 Kurzwelle)[7]
- Rotor-Chiffriermaschine Enigma-M3, ab 1942 dann Enigma-M4